# Sandebuur
Sandebuur est un hameau situé dans la commune néerlandaise de Noordenveld, dans la province de Drenthe. Le 1er janvier 2004, Sandebuur comptait 23 habitants.